# Pilhó
Pilhó, (szlovákul: Pilhov) Poprádremete településrésze, korábban önálló falu Szlovákiában, az Eperjesi kerület Ólublói járásában.

## Fekvése
Ólublótól 14 km-re északra fekszik.

## Története
A falu az ólublói uradalom területén keletkezett a 19. század közepén, 1808-ban említi először írott forrás. 1828-ban még mindössze egy háza és 8 lakosa volt. 1855-ben már 538 volt a lakosok száma. A század második felében a Répássy család birtoka volt. Lakói mezőgazdaságból éltek.
Fényes Elek szerint „Pilhó, tót falu, Szepes vmegyében, a sandeczi országutban, igen közel a gallicziai határszélhez, ut. p. Lublyó. Házai hegyekben szétszórvák, s lakja 538 rom. katholikus, de temploma nincs, hanem a mnisseki anyaegyház fiókja. Földe kopár, sovány, terem árpát, zabot, burgonyát. Van 7 egész urbéri telke, de majorsági földe erdőn kivül más nincs. Birja Répássy József.”
1910-ben 480, túlnyomórészt szlovák lakosa volt. A trianoni békeszerződés előtt Szepes vármegye Ólublói járásához tartozott. 1960-ban csatolták Poprádremetéhez.

## Külső hivatkozások
- Poprádremete hivatalos oldala Archiválva 2008. április 3-i dátummal a Wayback Machine-ben
- E-obce.sk Archiválva 2008. február 19-i dátummal a Wayback Machine-ben